# Innisbrook Golf Resort
De Innisbrook Golf Resort is een golf- en hotelresort in de Verenigde Staten. De resort werd opgericht in 1970 en bevindt zich in Palm Harbor, Florida. Het resort beschikt over vier 18-holes golfbanen en zeshonderd hotels.
De vier golfbanen hebben een eigen naam: de "Osprey North"-, de "Osprey South"-, de "Island"- en de "Copperhead"-baan. Naast deze golfbanen, beschikt de resort ook elf tennisbanen en zes zwembaden en kan ook wandel- en fietstochten aanbieden.

## Golfbanen
De informaties van de vier 18-holes golfbanen worden weergegeven in de onderstaande tabel:
| Baan         | Jaar | Architect             | Par | Heren (geel) | Heren (geel) | Heren (geel) | Dames (rood) | Dames (rood) | Dames (rood) | Info                                                                         |
| Baan         | Jaar | Architect             | Par | Lengte (m)   | CR           | SR           | Lengte (m)   | CR           | SR           | Info                                                                         |
| ------------ | ---- | --------------------- | --- | ------------ | ------------ | ------------ | ------------ | ------------ | ------------ | ---------------------------------------------------------------------------- |
| Osprey North | 1970 | E. Lawrence Packard   | 70  | 5783         | 71,1         | 131          | 4531         | 69,4         | 121          | Het is een parkbaan en heeft 11 holes met waterhindernissen.                 |
| Osprey South | 1970 | E. Lawrence Packard   | 71  | 6053         | 72,3         | 130          | 4549         | 68,9         | 128          | Het is een linksbaan met 10 waterhindernissen op de baan.                    |
| Island       | 1972 | Roger Packard         | 72  | 6158         | 73,5         | 140          | 5015         | 73,0         | 131          | Het is een parkbaan en meerdere waterhindernissen bij elke hole op de baan.  |
| Copperhead   | 1974 | Larry & Roger Packard | 71  | 6149         | 73,6         | 136          | 5125         | 73,6         | 130          | Het is een parkbaan met meerdere waterhindernissen bij elke hole op de baan. |

De resort beschikt ook over een 9 holesbaan, de "Fox Squirrel"-baan, met een lengte van 1130 m en heeft een par van 36. De golfbaan wordt gebruikt voor jonge kinderen van de families die willen leren golfen.

## Golftoernooien
Alle golftoernooien worden gespeeld op de "Copperhead"-baan omdat die de hoogste moeilijkheidsgraad heeft van de vier banen. De lengte van de baan voor de heren is 6710 m met een par van 71. De  course rating is 76,8 en de slope rating is 144.
- Valspar Championship: 2000-heden

## Trivia
- De Valspar Championship in 2001 werd geannuleerd vanwege de aanslagen op 11 september.